# Cesana Brianza
Cesana Brianza är en ort och kommun i provinsen Lecco i regionen Lombardiet i Italien. Kommunen hade 2 379 invånare (2018).